# Autocar scolaire
Pour le véhicule utilisé aux mêmes fins en Amérique du Nord, voir Autobus scolaire.
Un autocar scolaire est un autocar destiné pour le transport scolaire d'élèves (et accompagnateurs). Le véhicule lui-même n'est pas différent d'un autocar habituel, mais le service de fonctionnement l'est : il est consacré au ramassage des élèves d'un ou plusieurs établissements scolaires, en zones rurales, péri-urbaines ou urbaines.
L'autocar scolaire se distingue de l'autobus scolaire qui est un véhicule spécialement conçu pour le transport des élèves en Amérique du Nord, généralement peint en jaune, et utilisé presque exclusivement à cette fin.
La notion d'autocar scolaire existe déjà dans les années 1930.

## Description
Durant les transports en autocars, les voyageurs (élèves et accompagnateurs) sont obligatoirement assis. La directive 2003/20/CE du Parlement européen impose d'ailleurs l'usage des ceintures de sécurité dans les autocars qui en sont équipés (ceux qui ont été mis en circulation après le 1er octobre 2001). Le Code de la route français a été modifié dans ce sens en juillet 2003.
Les autocars scolaires, tout comme les cars interurbain ou tourisme, sont équipés de soutes dans lesquelles les passagers peuvent déposer leurs bagages encombrants. Ces soutes sont situées sous l'habitacle. Contrairement aux autres types de cars, ces versions ne sont, ou rarement, équipé de racks à bagages.
La différence avec les autobus réside surtout dans le fait que ces derniers sont conçus pour effectuer des trajets moins longs que les autocars. Le terme « autobus », en Europe, fait référence à un usage urbain ou périurbain, dans lequel la vitesse des véhicules est relativement faible et les arrêts fréquents. On y autorise donc la station debout. Ces véhicules comportent en outre plusieurs portes pour la montée et la descente des voyageurs.

## Historique

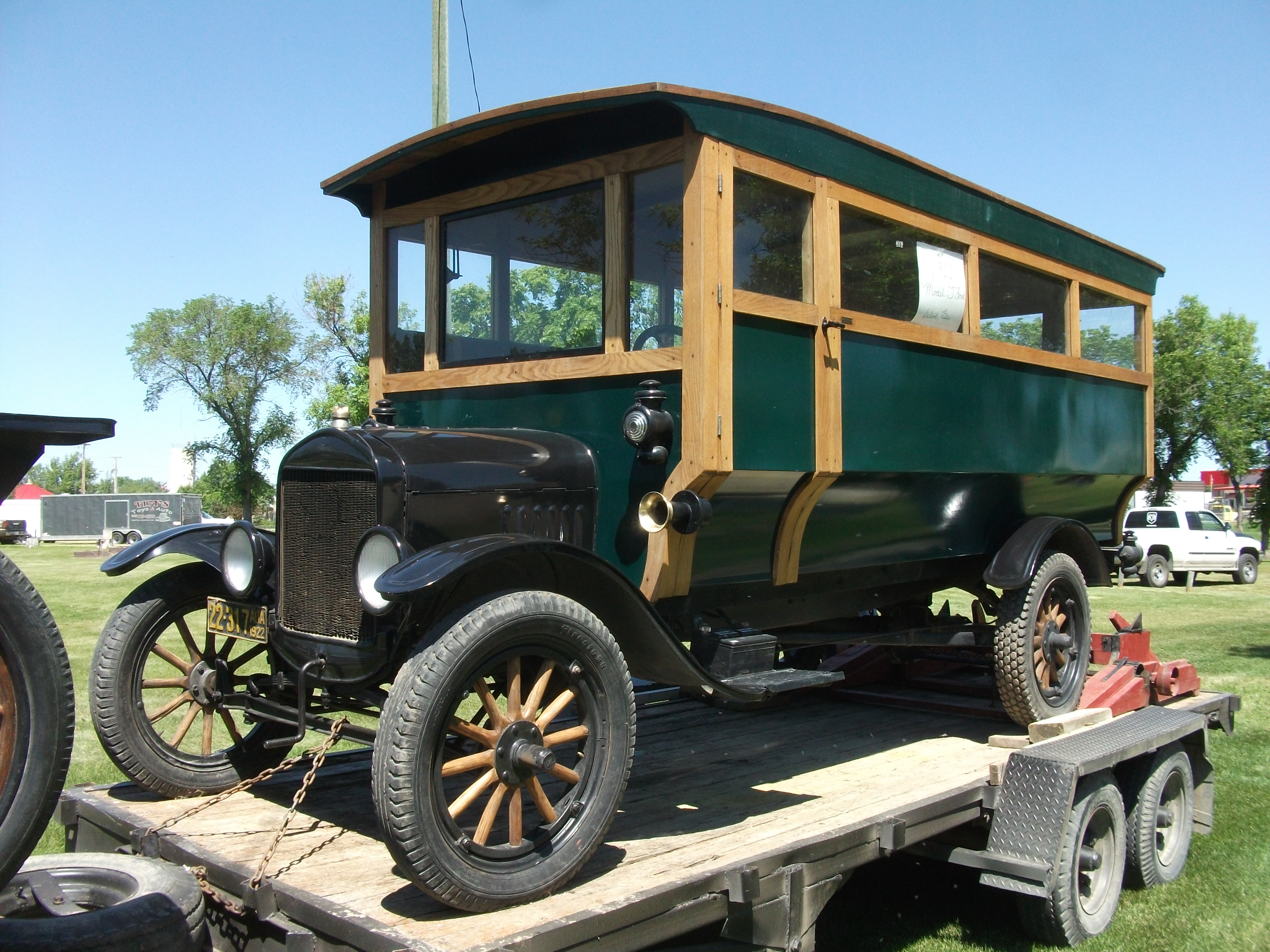
Autobus scolaire de 1922, sur un châssis de Ford T.

L'origine des autobus scolaires remonte à un véhicule tiré par des chevaux présenté en 1827 par George Shillibeer pour une école du Royaume-Uni qui était conçu pour porter 25 enfants. L’autobus, par la suite, est devenu un mode de transport important, particulièrement pour transporter des enfants à l’école.
En 1939, les bus scolaires américains adoptent définitivement la couleurs jaune pour des raisons de visibilité : ils sont plus faciles à voir à l'aube et au crépuscule, ainsi qu'en vision périphérique (1,24 fois plus vite que le rouge). De plus, cette couleur a également l'avantage de ressortir de façon claire avec les inscriptions en noir.

## Différences avec l'autobus scolaire

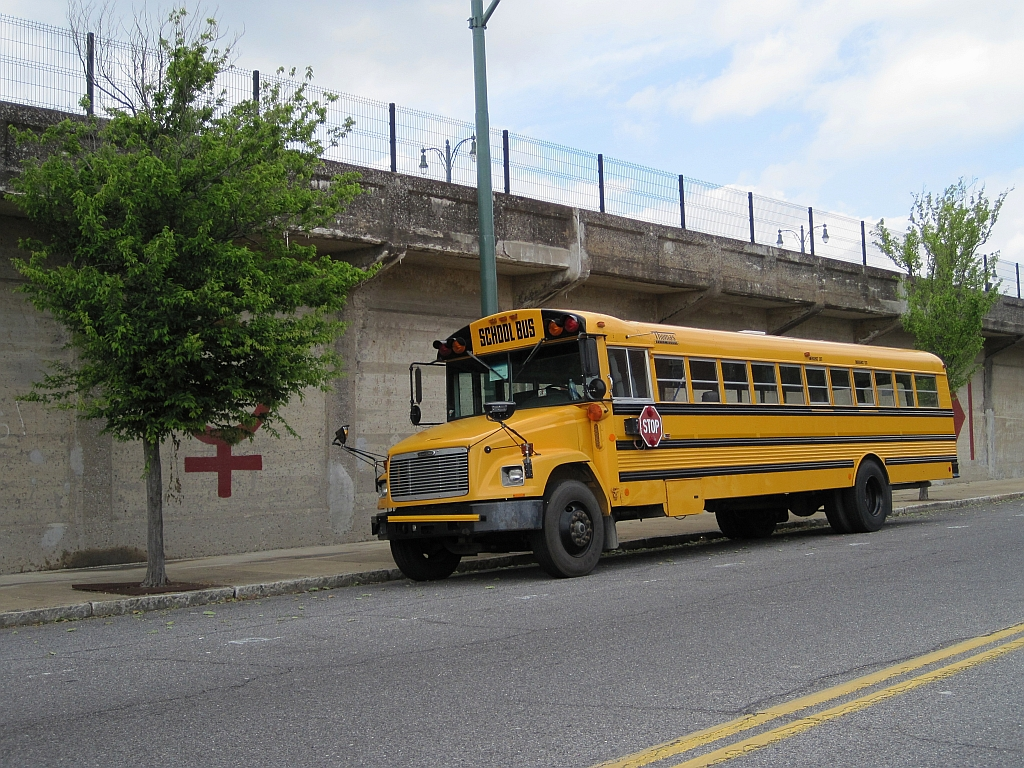
Un autobus scolaire américain à Memphis.

Un autobus scolaire est un véhicule de transport local adapté au transport d'enfants aux États-Unis et au Canada, spécialement conçu et fabriqué pour le transport des enfants du domicile à l'école. Ils sont obligatoirement peints d’une couleur « jaune-orange » pour des raisons de visibilité et de sécurité. Les autobus scolaires de taille standard peuvent transporter de 59 à 90 passagers. Le plus important constructeur d'autobus scolaire électrique nord-américain se trouve aujourd'hui à Saint-Jérôme au Québec.
L'« autobus scolaire » se distingue de l'« autocar scolaire » par le fait qu'il s'agit généralement d'un véhicule sans soutes qui doit se conformer aux limites de vitesse dans les zones résidentielles qu'il dessert.

### Statistiques
Aux États-Unis, chaque année, environ 480 000 autobus scolaires publics parcourent plus de 6 milliards de kilomètres et transportent quotidiennement 25 millions d’enfants à des écoles ou des activités scolaires. Les autobus scolaires représentent environ 10 milliards de voyages d’élèves chaque année.

### Pollution
Généralement, un autobus scolaire est une alternative à l'automobile qui réduit la pollution en évitant aux parents d’aller reconduire leurs enfants à l’école individuellement, même quand le fait de partager une voiture est pris en considération. L’utilisation d’un autobus scolaire simple peut remplacer cinquante voitures. Néanmoins, les autobus ne sont pas une alternative sans pollution, comme la bicyclette ou les promenades à pied ou à cheval.

## Typologie

### Gabarit
Car standard

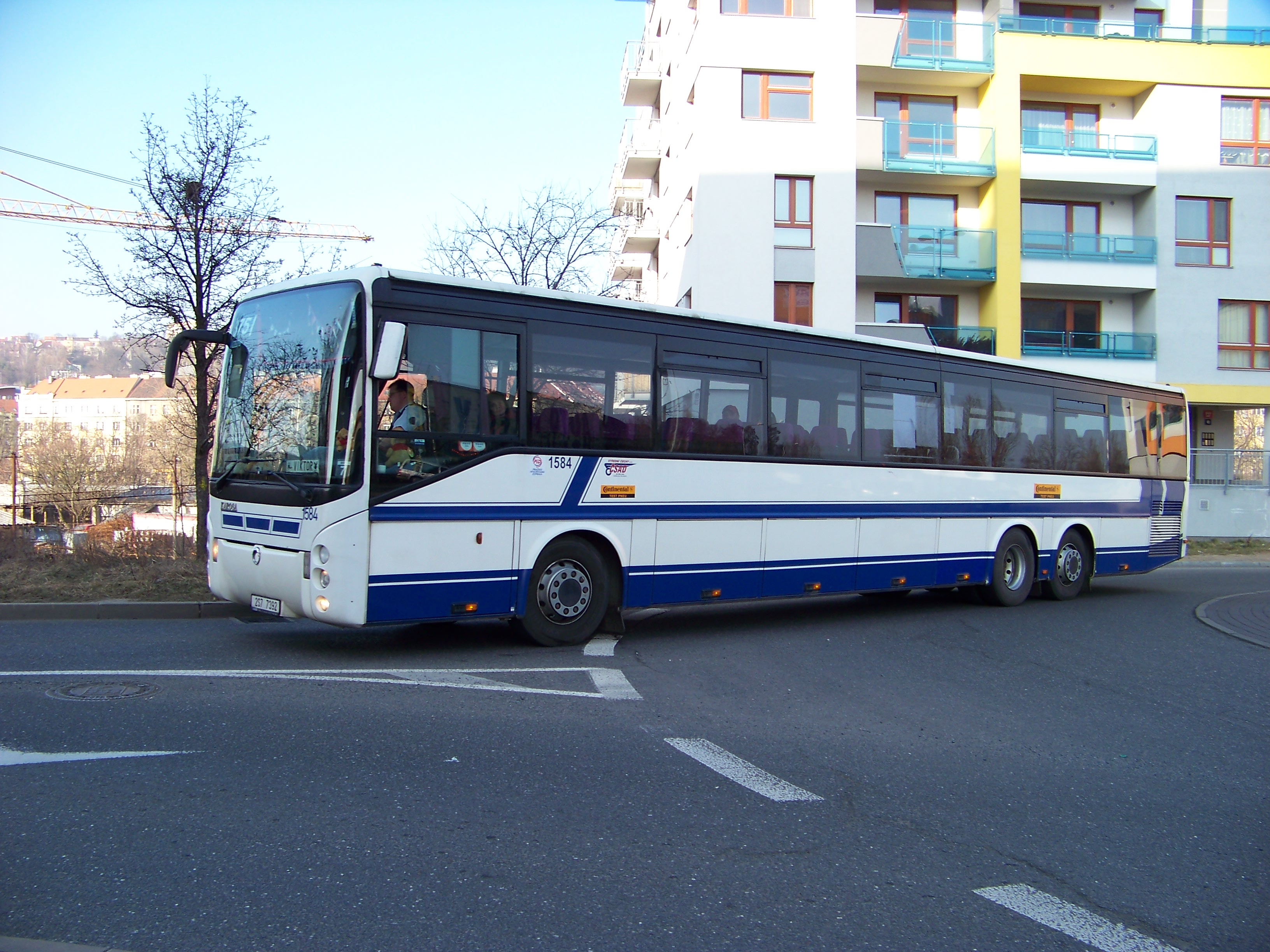
Irisbus Ares double essieux de 15 mètres.

Un autocar dit "standard" est un car faisant une longueur allant de 11 mètres (standard court) à 13 mètres (standard long). Ils ont une capacité assise allant de 55 à 63 passagers.
Car double essieux

Double essieux arrière. Faisant une longueur allant de 14 à 15 mètres. Ils ont une capacité assise allant jusqu'à 75 passagers.

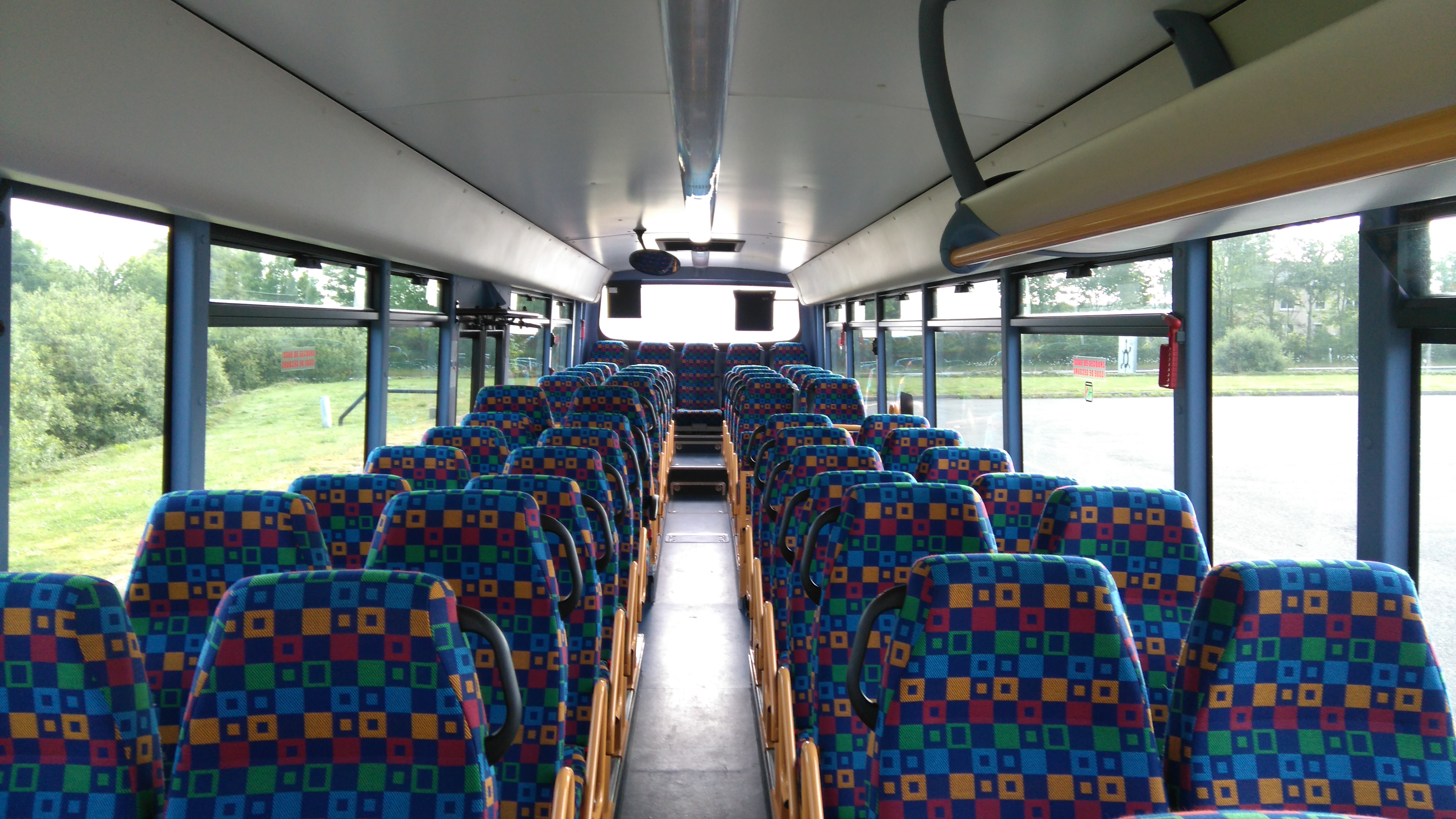
Intérieur d'un Irisbus Récréo.

### Motorisation
En France, où la quasi-totalité des 67 000 autocars (toutes versions) en circulation roulent au diesel, la loi de transition énergétique impose qu'à compter de 2020 la moitié des renouvellements de parc des services conventionnés, et la totalité à partir de 2025, se fasse au moyen de véhicules à faible émission : diesel Euro VI (12 % de la flotte actuellement), électricité ou gaz. Mais l'offre reste peu fournie : un importateur alsacien propose des cars électriques chinois, que leur autonomie limitée (200 km) destine aux transports urbains ou scolaires ; Iveco produit bus et cars au gaz naturel véhicule (GNV), avec une autonomie de 600 km.

## Droit

### Cadre législatif et réglementaire
Le cadre législatif et réglementaire dépend du pays.

#### En France
En France, la loi d'orientation des transports intérieurs a réparti l'organisation des transports en commun entre différentes autorités organisatrices (loi no 82-1153 du 30 décembre 1982, modifiée plusieurs fois).
En septembre 2015, la ceinture de sécurité et l'éthylotest anti-démarrage deviennent obligatoires.
Le non port de la ceinture par un passager peut l'exposer lui ou ses parents s'il est mineur à une amende de 135 euros.

#### En Amérique du nord

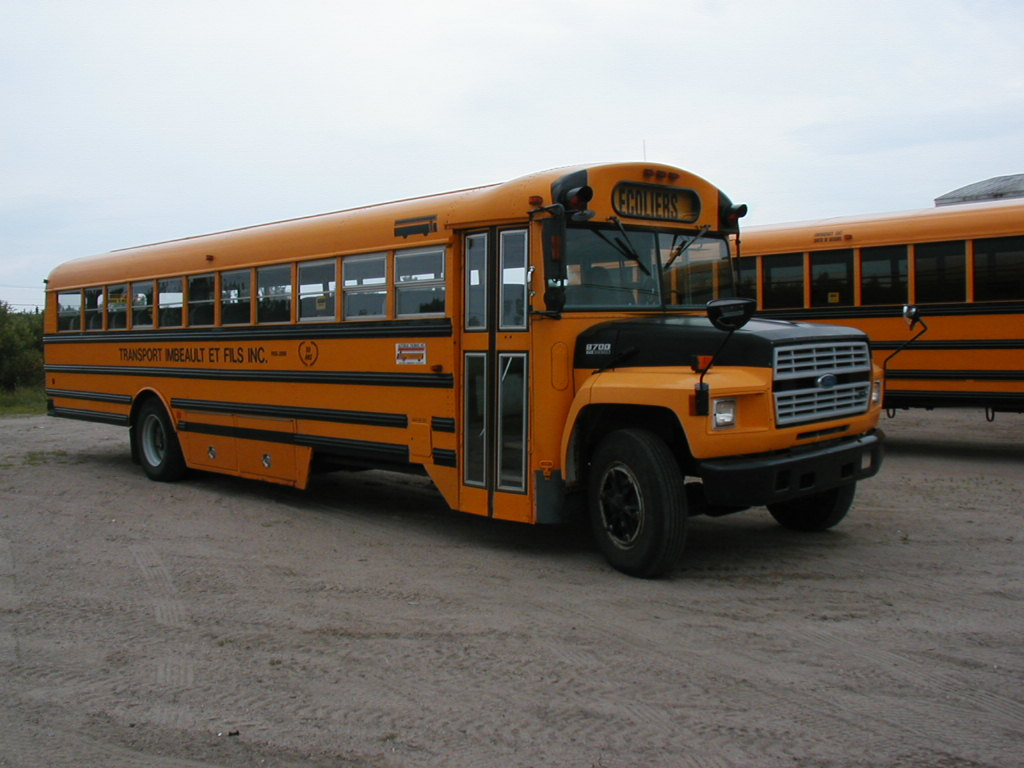
Un autobus scolaire québécois à La Malbaie, construit par le constructeur automobile Ford, dont l’inscription « ÉCOLIERS » peut être changée pour « SPÉCIAL » lorsque l’autobus n’est pas utilisé pour transporter des élèves à l’école.

La réglementation relative à la construction et la mise en service des autobus scolaires est assez uniforme à travers l'Amérique du Nord. Aux États-Unis, le transport scolaire est de juridiction mixte. L'ensemble des lois et règlements fédéraux sont administrés par la National Highway Traffic Safety Administration (NHTSA), l'agence fédérale américaine chargée de la sécurité routière, qui est responsable de fournir aux états les normes minimales applicables ainsi que les subventions nécessaires à leur application,. Les états sont responsables d'établir leurs propres lois et règlements, mais ces règles font l'objet de lignes directrices consensuelles mises au point par le National Safety Council et, généralement, les états suivent et appliquent ces consensus. Au Canada, chaque province est également responsable d'établir ses propres lois et règlements en matière de transport. Par exemple, au Québec, la législation adoptée est assez représentative des us et coutumes du reste de l'Amérique du Nord, mais s'en distingue principalement par la langue d'usage qui est le français au lieu de l'anglais. Historiquement, le Canada est tributaire de l'évolution du développement industriel et des normes aux États-Unis.
Voici quelques faits marquants de la règlementation des autobus scolaires :
- Les panneaux d'arrêt utilisés sur le côté latéral des autobus scolaires sont les mêmes que sur la route, c'est-à-dire un panneau stop (panneau arrêt au Québec). Aux États-Unis, c'est le règlement no 131 de la National Highway Traffic Safety Administration qui dicte la norme pour le panneau stop[14]. Lorsqu’un autobus scolaire met en marche ses feux intermittents et déploie son panneau d'arrêt, les véhicules le suivant ou le rencontrant doivent s’immobiliser. Ne pas respecter l’arrêt obligatoire dicté par un autobus scolaire est une infraction au code de la route et les amendes varient d'un état à l'autre aux États-Unis et d'une province à l'autre au Canada. Par exemple, au Québec, cette infraction peut donner lieu à une amende de 200 $ à 300 $[15] et entraîner une perte de neuf points d’aptitudes sur le permis du conducteur fautif[16].
- Avant de passer à un passage à niveau, un chauffeur d’autobus scolaire doit actionner ses feux de détresse et s’immobiliser devant le chemin de fer pour vérifier s’il n’y a pas de train en vue. Ne pas le faire constitue une infraction pour le chauffeur. Par exemple, au Québec, il risque de perdre neuf points d’aptitudes[17].
- Si un chauffeur d’autobus scolaire se retrouve derrière un autre autobus affecté au transport scolaire dont les feux intermittents sont en marche, il doit actionner lui aussi les feux intermittents et le signal d’arrêt obligatoire de son autobus[18].

### Réglementation européenne
La réglementation européenne, notamment le règlement (UE) no 181/2011 définit différents points comme:
- non-discrimination fondée sur la nationalité en ce qui concerne les tarifs ;
- traitement non discriminatoire des personnes handicapées et des personnes à mobilité réduite ;
- communication d’informations adéquates et accessibles à tous les passagers ;
- dispositif de traitement des plaintes ;
- organismes indépendants chargés de faire appliquer le règlement et d’imposer des sanctions ;
- indemnisation en cas de décès ou de blessure, de perte ou de détérioration de bagages, résultant d’un accident de la route ;
- assistance gratuite spécifique pour les personnes handicapées.

#### Réglementation des retards et annulations
L'indemnisation des retards est réglementée par l'Union européenne comme suit:
- remboursement intégral du prix du billet ou réacheminement en cas de surréservation, d’annulation ou de retard de plus de 2 heures ;
- indemnisation à hauteur de 50 % du prix du billet en cas de retard de plus de 2 heures par rapport à l’heure de départ prévue ou d’annulation de voyage ;
- assistance adéquate (collations, repas, rafraîchissements et, le cas échéant, hébergement) en cas d’annulation ou de retard de plus de 90 minutes.

#### Réglementation sociale européenne
Cette réglementation consiste à avoir mis en place un système de temps de conduite et de repos à respecter. Cela se présente ainsi : temps de conduite journalier : 9 heures avec une interruption minimum de 45 minutes au bout de 4 h 30 de conduite. Cette interruption est fractionnable en 15 + 30 minutes (dans cet ordre).
Cette même interruption est réduite à 4 heures entre 21 h et 6 h. Il est possible de conduire 10 heures deux fois par semaine. Le temps de conduite maximum sur une semaine est de 56 heures ou/et 90 heures sur deux semaines. Le repos journalier doit être de 11 heures consécutives ou fractionné en 3 heures et 9 heures, soit douze heures, et le repos hebdomadaire de 45 heures. Celui-ci peut être réduit jusqu'à 24 h. Les heures manquantes sont à rajouter à un autre repos hebdomadaire ou à un repos journalier dans les trois semaines. Il faut obligatoirement qu'un repos hebdomadaire sur deux soit de 45 heures. Le repos journalier peut être réduit à 9 heures trois fois par semaine. En transport national et international, il est autorisé de conduire six jours consécutifs au maximum (règlement européen 561/2006).

### Marquage

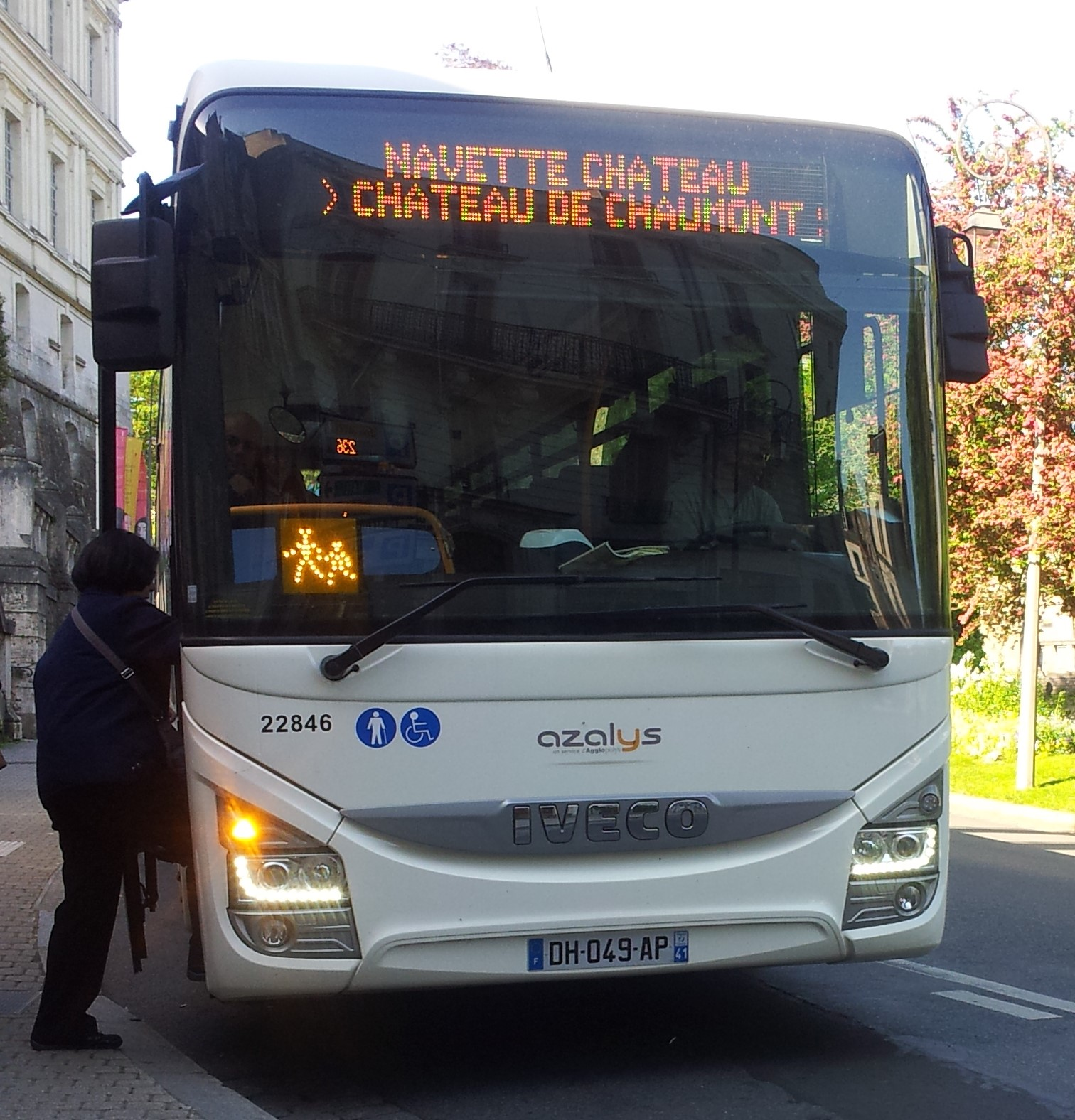
Un autocar scolaire en France, signalé par le dessin de deux enfants sur un carré jaune parmi d'autres autocars.

Dans un rapport de 2010, la Commission économique pour l'Europe des Nations unies recommande que tous les autocars scolaires soient marqués d'un sigle standardisé représentant des écoliers, et équipés de feux clignotants utilisés lors de la montée ou descente d'écoliers.